# Edifici al carrer Hostalric, 6 (Caldes de Montbui)
Edifici al carrer Hostalric, 6 és una casa de Caldes de Montbui (Vallès Oriental) protegida com a bé cultural d'interès local.

## Descripció
Edifici entre mitgeres de planta baixa i dos pisos amb la coberta a doble vessant de teula àrab. Hi ha un ordre en la disposició de les obertures en la façana les quals estan disposades en tres eixos verticals. A la primera planta hi ha dos balcons amb els brancals i la llinda de carreus de pedra. La façana està arrebossada i queda rematada per un ràfec pla de formigó.